# United States Mint

Logo dello United States Mint

United States Mint (talvolta abbreviato in US Mint) è l'organismo incaricato di produrre la moneta attualmente in circolazione negli Stati Uniti. Il più grande impianto dell'US Mint è a Filadelfia (P), al quale si aggiunge attualmente anche Denver (D).
Questo organismo fu creato il 2 aprile 1792 durante la presidenza di George Washington dal Congresso degli Stati Uniti tramite un'apposita legge ed è stato assegnato sotto la tutela del Dipartimento di Stato; il primo direttore fu David Rittenhouse.
Nel 1799 l'agenzia è diventata indipendente, ma tramite una legge emanata nel 1873 è stata assegnata sotto la supervisione del Dipartimento del Tesoro degli Stati Uniti e, dal 1981, è stata posta sotto l'autorità del Tesoriere degli Stati Uniti.